# Scolopodus
Genre
Scolopodus est un genre fossile de conodontes de l'ordre des Prioniodontida et de la famille des Protopanderodontidae.

## Historique
Le genre Scolopodus est décrit en 1856 par le paléontologue Christian Heinrich von Pander,.

### Fossiles
Selon Paleobiology Database en 2024, le nombre de collections référencées de fossiles est de cent-soixante-sept collections. ces collections sont du Trémadocien de l'Ordovicien inférieur au Pennsylvanien inférieur du Carbonifère supérieur, c'est-à-dire datent de 486,5 à 315,2 Ma avant notre ère.

## Espèces
- †Scolopodus giganteus
- †Scolopodus insculptus
- †Scolopodus krummi
- †Scolopodus oklahomensis
- †Scolopodus pseudoquadratus
- †Scolopodus staufferi
- †Scolopodus striatum
- †Scolopodus striatus Pander, 1856
- †Scolopodus vulgaris

### Publication originale
- (de) Christian Heinrich von Pander, Monographie des fossilen Fische des silurischen Systems des russisch-bamtischen Gouvernements, Buchdruckerei der Kaiserlichen Akademie der Wissenschaften, Saint-Pétersbourg, 1856, 91 pp. (Lire en ligne, Google books, Pages 1-112).